# スキマスイッチ TOUR 2012 "musium"
『スキマスイッチ TOUR 2012 "musium"』（スキマスイッチ・ツアー 2012 "ミュージアム"）は、スキマスイッチのライブ・アルバム。

## 解説
- 初回生産限定盤・通常盤の2種同時発売。初回盤のCDはBlu-spec CD仕様(ボーナスCDは通常仕様)である。
- 「スキマスイッチ TOUR 2012 "musium"」のNHKホールでの追加公演のライブ音源を収録。
- 『スキマスイッチ TOUR 2010 "LAGRANGIAN POINT"』から約2年ぶりのライブ・アルバム。
- 初回生産限定盤の特典は以下のとおり[1]。
  - 高品質CDBlu-spec CD採用
  - ボーナスCD「スキマのはなし①」（MC集）付
  - ライブDVD『スキマスイッチ TOUR 2012“musium”THE MOVIE』とのW購入者抽選特典［応募券］封入

## バンドメンバー
- 大橋卓弥  –  Vocal, Guitar
- 常田真太郎  –  Piano, Chorus
- 村石雅行  –  Drums
- 種子田健  –  Bass
- 石成正人  –  Guitar, Chorus
- 大島俊一  –  Keyboards
- 松本智也  –  Percussion, Chorus
- 本間将人  –  Sax, Chorus
- 田中充  –  Trumpet, Chorus

## 収録曲

### DISC-1
1. 時間の止め方
2. ふれて未来を
3. アイスクリーム シンドローム
4. センチメンタル ホームタウン
5. キミドリ色の世界
6. 太陽
7. ボクノート
8. 願い言
9. 螺旋

### DISC-2
1. 石コロDays
2. LとR
3. Andersen
4. 雨は止まない
5. さいごのひ
6. ソングライアー
7. 君の話
8. スモーキンレイニーブルー
9. キレイだ
10. 全力少年
  - この音源は「大学受験倶楽部」で、2012年8月4日から8月12日の期間限定で会員を対象に先着5000名に配信された。
11. 晴ときどき曇
12. 時間の止め方(Ending ver.)

## 初回特典CD収録内容
- Bonus CD「スキマのはなし①」(MC集)

1. タクシー
2. イメチェン
3. ドアが閉まります
4. シャワーの件
5. クリームパン
6. ちょびっと
7. ご自由にどうぞ
8. 流行(はやり)
9. ツイッター